# 菊利友佳子
菊利 友佳子（くくり ゆかこ、1985年4月8日 - ）は、神奈川県出身のタレント。

## プロフィール
- 出身地：神奈川県
- 血液型：A型
- 趣味・特技：フランス語、ヴァイオリン
- 資格：英語検定2級
- 所属事務所：パーフィットプロダクションに所属していた。

## 出演

### テレビドラマ
- 天国に一番近い男（2001年- TBSレギュラー）

### バラエティ
- BSブランチ（BS-i）

### 映画
- 呪怨（2003年）